# عرفان شهریاری
عرفان شهریاری (زادهٔ ۲۹ اردیبهشت ۱۳۸۱) بازیکن فوتبال اهل ایران است که در پست هافبک هجومی برای تیم مس رفسنجان در لیگ برتر خلیج فارس بازی می‌کند.
وی همچنین در تیم ملی فوتبال امید ایران بازی کرده‌است.